# Aedes vittatus
Aedes vittatus é um espécie de mosquito do género Aedes, pertencente à família Culicidae.